# 阿兰-勒内·勒萨日
阿兰-勒内·勒萨日（法語：Alain-René Lesage，法語發音：[alɛ̃ ʁəne ləsaʒ]；1668年—1747年11月17日）是法兰西小說家和剧作家，18世纪法国讽刺性写实文学的代表人物，以讽刺喜剧《杜卡莱先生》、讽刺小说《瘸腿魔鬼》和流浪汉小说《吉尔·布拉斯》闻名于世。

## 生平
1668年出生于布列塔尼半岛的一个公证人家庭。青年时代失去双亲，家产被保护人侵吞，不得不去农场打工。1692年来到巴黎学习哲学和法律，学成后从事过律师和税务局职员等职业。后来翻译过西班牙小说，逐渐从翻译走向独自创作。他之后的作品真实记录社会实态，既不过于浮夸，也不流于鄙俗。1747年离世，享年79岁。